# Margaretha Haverman
Margaretha Haverman (Breda, c. 1693 - París, després de 1739) fou una pintora neerlandesa especialitzada en bodegons de flors del segle xviii.

## Biografia
Era filla de Daniël Haverman, capità de l'exèrcit danès que es va establir en Amsterdam per treballar com a director d'una escola.
En la biografia de Jan van Huysum escrita per Jan van Gool, l'única dona esmentada és Haverman, que van Gool afirmava li havia estat permès convertir-se en l'única alumna de van Huysum. Més tard, van Huysum, va creure que el ser la seva alumna ho havia aconseguit de manera fraudulenta prenent-li com el seu pare en comptes del seu mestre i «parlant-li dolçament». Haverman es va convertir en una vergonya para van Huysum quan va ser admesa a la prestigiosa Acadèmia Reial de Pintura i Escultura el 1722, perquè ella va començar a vendre els seus treballs i ell estava molt a la defensiva de la seva pròpia imatge pública i temia que les bones còpies de la seva alumna podrien desacreditar-ho.
Es coneixen dues pintures de flors realitzades per ella, una el Gerro amb flors (Haverman) està al Metropolitan Museum of Art i l'altra Bodegó de flors amb papellona i altres insectes a la Galeria Nacional de Dinamarca.
Margaretha Haverman va contreure matrimoni el 25 de juliol de 1721 amb l'arquitecte Jacques de Mondoteguy en Amsterdam, amb qui es va traslladar a París, on va ser acceptada com a membre de l'Acadèmia l'any proper. El 1723 va ser expulsada després de les afirmacions que el seu treball d'acceptació va ser fet en realitat pel seu mestre anterior van Huysum.